# 6 février aux Jeux olympiques d'hiver de 2022
Pour un article plus général, voir Jeux olympiques d'hiver de 2022.
Le dimanche 6 février aux Jeux olympiques d'hiver de 2022 est le cinquième jour de compétition.

## Programme
| Heure UTC+8 (Pékin)                           |               |
| bleu                                          | Cérémonie     |
| neutre                                        | Épreuve       |
| or                                            | Finale        |
| orange                                        | Petite finale |
| rose                                          | Reporté       |
| gris                                          | Annulé        |
| Compétition masculine                         | Hommes        |
| Compétition féminine                          | Femmes        |
| Compétition mixte (hommes et femmes mélangés) | Mixte         |
| Compétition en couple (1 homme et 1 femme)    | Couple        |
| modifier                                      |               |

| Horaire | Discipline Spécialité | Discipline Spécialité                   | Discipline Spécialité                         | Phase                                 | Résultats                                               | Références |
| ------- | --------------------- | --------------------------------------- | --------------------------------------------- | ------------------------------------- | ------------------------------------------------------- | ---------- |
| 09 h 05 |                       | Curling Double mixte                    | Compétition mixte (hommes et femmes ensemble) | Premier tour 10e session              | 8-10                                                    | -          |
| 09 h 05 |                       | Curling Double mixte                    | Compétition mixte (hommes et femmes ensemble) | Premier tour 10e session              | 6-5                                                     | -          |
| 09 h 30 |                       | Snowboard Slopestyle                    | Compétition femmes                            | Finale                                | Zoi Sadowski-Synnott · Julia Marino · Tess Coady        | -          |
| 09 h 30 |                       | Patinage artistique Épreuve par équipes | Compétition mixte (hommes et femmes ensemble) | Programme court (Dames)               | -                                                       | -          |
| 11 h 50 |                       | Patinage artistique Épreuve par équipes | Compétition mixte (hommes et femmes ensemble) | Programme libre (Messieurs)           | -                                                       | -          |
| 12 h 30 |                       | Snowboard Slopestyle                    | Compétition hommes                            | Qualifications                        | -                                                       | -          |
| 13 h 00 |                       | Ski alpin Descente                      | Compétition hommes                            | Reporté                               |                                                         | -          |
| 14 h 05 |                       | Curling Double mixte                    | Compétition mixte (hommes et femmes ensemble) | Premier tour 11e session              | 6- 2                                                    | -          |
| 14 h 05 |                       | Curling Double mixte                    | Compétition mixte (hommes et femmes ensemble) | Premier tour 11e session              | 9-6                                                     | -          |
| 14 h 05 |                       | Curling Double mixte                    | Compétition mixte (hommes et femmes ensemble) | Premier tour 11e session              | 8-4                                                     | -          |
| 14 h 05 |                       | Curling Double mixte                    | Compétition mixte (hommes et femmes ensemble) | Premier tour 11e session              | 7-5                                                     | -          |
| 15 h 00 |                       | Ski de fond Skiathlon (30 km)           | Compétition hommes                            | Finale                                | Alexander Bolshunov · Denis Spitsov · Iivo Niskanen     | -          |
| 16 h 30 |                       | Patinage de vitesse 5 000 mètres        | Compétition hommes                            | Finale                                | Nils van der Poel · Patrick Roest · Hallgeir Engebråten | -          |
| 16 h 40 |                       | Hockey sur glace Tournoi féminin        | Compétition femmes                            | Tour préliminaire Groupe B - Match 11 | 2-1                                                     | -          |
| 18 h 00 |                       | Saut à ski Tremplin normal              | Compétition hommes                            | Manche d'essai pour la compétition    | -                                                       | -          |
| 18 h 00 |                       | Ski acrobatique Bosses                  | Compétition femmes                            | Qualifications                        | -                                                       | -          |
| 19 h 00 |                       | Saut à ski Tremplin normal              | Compétition hommes                            | Finale                                | Ryōyū Kobayashi · Manuel Fettner · Dawid Kubacki        | -          |
| 19 h 30 |                       | Ski acrobatique Bosses                  | Compétition femmes                            | Finale                                | Jakara Anthony · Jaelin Kauf · Anastassia Smirnova      | -          |
| 19 h 30 |                       | Luge Monoplace                          | Compétition hommes                            | Manche 3                              | -                                                       | -          |
| 20 h 05 |                       | Curling Double mixte                    | Compétition mixte (hommes et femmes ensemble) | Premier tour 12e session              | 8-10                                                    | -          |
| 20 h 05 |                       | Curling Double mixte                    | Compétition mixte (hommes et femmes ensemble) | Premier tour 12e session              | 12-8                                                    | -          |
| 20 h 05 |                       | Curling Double mixte                    | Compétition mixte (hommes et femmes ensemble) | Premier tour 12e session              | 6-5                                                     | -          |
| 20 h 05 |                       | Curling Double mixte                    | Compétition mixte (hommes et femmes ensemble) | Premier tour 12e session              | 6-2                                                     | -          |
| 21 h 10 |                       | Hockey sur glace Tournoi féminin        | Compétition femmes                            | Tour préliminaire Groupe A - Match 12 | 0-8                                                     | -          |
| 21 h 15 |                       | Luge Monoplace (manche 4)               | Compétition hommes                            | Finale                                | Johannes Ludwig · Wolfgang Kindl · Dominik Fischnaller  | -          |

## Tableau des médailles provisoire
- Pays organisateur (Chine)

| Rang  | Nation           | Or | Argent | Bronze | Total |
| ----- | ---------------- | -- | ------ | ------ | ----- |
| 1     | ROC              | 1  | 1      | 1      | 3     |
| 2     | Australie        | 1  | 0      | 1      | 2     |
| 3     | Allemagne        | 1  | 0      | 0      | 1     |
| 3     | Japon            | 1  | 0      | 0      | 1     |
| 3     | Nouvelle-Zélande | 1  | 0      | 0      | 1     |
| 3     | Suède            | 1  | 0      | 0      | 1     |
| 7     | Autriche         | 0  | 2      | 0      | 2     |
| 7     | États-Unis       | 0  | 2      | 0      | 2     |
| 9     | Pays-Bas         | 0  | 1      | 0      | 1     |
| 10    | Finlande         | 0  | 0      | 1      | 1     |
| 10    | Italie           | 0  | 0      | 1      | 1     |
| 10    | Norvège          | 0  | 0      | 1      | 1     |
| 10    | Pologne          | 0  | 0      | 1      | 1     |
| Total | Total            | 6  | 6      | 6      | 18    |

| Rang  | Nation           | Or | Argent | Bronze | Total |
| ----- | ---------------- | -- | ------ | ------ | ----- |
| 1     | Norvège          | 2  | 0      | 1      | 3     |
| 2     | Suède            | 2  | 0      | 0      | 2     |
| 3     | ROC              | 1  | 2      | 2      | 5     |
| 4     | Allemagne        | 1  | 1      | 0      | 2     |
| 4     | Pays-Bas         | 1  | 1      | 0      | 2     |
| 6     | Australie        | 1  | 0      | 1      | 2     |
| 6     | Japon            | 1  | 0      | 1      | 2     |
| 6     | Slovénie         | 1  | 0      | 1      | 2     |
| 9     | Chine            | 1  | 0      | 0      | 1     |
| 9     | Nouvelle-Zélande | 1  | 0      | 0      | 1     |
| 11    | Italie           | 0  | 2      | 1      | 3     |
| 11    | Autriche         | 0  | 2      | 1      | 3     |
| 13    | États-Unis       | 0  | 2      | 0      | 2     |
| 14    | Canada           | 0  | 1      | 1      | 2     |
| 15    | France           | 0  | 1      | 0      | 1     |
| 16    | Finlande         | 0  | 0      | 1      | 1     |
| 16    | Hongrie          | 0  | 0      | 1      | 1     |
| 16    | Pologne          | 0  | 0      | 1      | 1     |
| Total | Total            | 12 | 12     | 12     | 36    |